# Eugeniusz Boss
Eugeniusz Boss (ur. 30 maja 1897, zm. po 31 maja 1944 w Warszawie) – polski historyk dziejów Królestwa Polskiego. 

## Życiorys
Absolwent historii na Uniwersytecie Warszawskim, w 1930 doktorat na UW pod kierunkiem Marcelego Handelsmana. Pracownik Zarządu Miejskiego Warszawy. W okresie II wojny światowej uwięziony przez gestapo na Pawiaku i wkrótce stracony. 

## Wybrane publikacje
- Zamek Królewski, Warszawa: Wydział Oświaty i Kultury Magistratu m. st. Warszawy 1931[1].
- Dzieje Warszawskiej Straży Ogniowej (1836–1936), Warszawa: Zasiłek Ministerstwa Spraw Wewnętrznych i Powszechnego Zakładu Ubezpieczeń Wzajemnych 1937[2].